# Himerta luteofacia
Himerta luteofacia là một loài tò vò trong họ Ichneumonidae.